# فرانک ورنر
فرانک ورنر (انگلیسی: Frank Verner; ۲۴ ژوئن ۱۸۸۳ – ۱ ژوئیهٔ ۱۹۶۶) ورزشکار دو و میدانی اهل ایالات متحده آمریکا بود.